# The Glass Ballerina (Izgubljeni)
"The Glass Ballerina" je 51. epizoda televizijske serije Izgubljeni i druga epizoda treće sezone serije. Napisali su je Jeff Pinkner i Drew Goddard, a režirao ju je Paul Edwards. Prvi puta se emitirala 11. listopada 2006. godine na televizijskoj mreži ABC. Glavni likovi radnje epizode su Sun i Jin; istodobno pratimo njihova prisjećanja dok na otoku oni skupa sa Sayidom pokušavaju otkriti gdje se nalaze Jack, Kate i Sawyer.
Epizodu je gledalo otprilike 16,890 milijuna gledatelja za vrijeme njezinog originalnog emitiranja u SAD-u. Epizoda je dobila pomiješane kritike; većina kritičara smatrala je da je sama epizoda puno inferiornija prethodnoj, a jedan je naglasio da je priča "korak unazad zbog toga što ne donosi ništa novo niti približno važno za radnju serije".

## Radnja

### Prije otoka
Mlada Sun-Hwa Kwon (Sophie Kim) razbija staklenu balerinu i okrivljuje za to sluškinju unatoč tome što je njezin otac, gdin. Paik (Byron Chung) upozorava da bi sluškinja mogla biti zbog toga otpuštena.
Kasnije vidimo odraslu Sun (Yunjin Kim) koja ima aferu s Jaeom Leejem (Tony Lee), a koji joj želi dati bisernu ogrlicu. Ona to odbija misleći da će ju suprug vidjeti. U tom trenutku, a na njezinu sramotu, u sobu ulazi gdin. Paik i nalazi ih u krevetu. Gdin Paik kasnije poziva Suninog supruga Jina (Daniel Dae Kim) i govori mu da ga je Jae potkradao te da Jin mora to zaustaviti (implicirajući da ga želi mrtvog). Ali kada Jin dočeka i pretuče Jaea, ne može prisiliti samog sebe na ubojstvo pa umjesto toga govori Jaeu da mora napustiti grad. Međutim, kada Jin dođe do svog automobila, Jaeovo tijelo iznenada padne s visine na njegovo vjetrobransko staklo. U svojoj ruci Jae drži srebrnu ogrlicu čime se implicira da je počinio samoubojstvo. Na Jaeovom sprovodu Sun susreće svog oca. Upita ga hoće li ikada Jinu reći za njezinu aferu, ali on joj kaže da se ne želi miješati.

### Na otoku
Na jedrilici Sun, Jin i Sayid Jarrah (Naveen Andrews) raspravljaju o tome što učiniti jer se Jack Shephard (Matthew Fox) i ostali nisu pojavili na mjestu na kojem su trebali; Sun se okrene protiv želja svog supruga i složi sa Sayidom da moraju otploviti na novu lokaciju. Uskoro pronalaze dok Drugih i pristanu na obalu kako bi napravili signalnu vatru i na taj način privukli Druge u zamku. U međuvremenu, Benjamin Linus (Michael Emerson) naređuje Colleen (Paula Malcomson) da sastavi tim i otme Sayidov čamac. Uskoro njezin tim zaobiđe Sayida i Jina i ukrcaju se na čamac gdje zateknu Sun. Sun slučajno upuca Colleen u trbuh i jedva uspije pobjeći s jedrenjaka.
Kate Austen (Evangeline Lilly) i James "Sawyer" Ford (Josh Holloway) prisiljeni su raditi u kamenolomu gdje iskopavaju i nose kamenje. Alex (Tania Raymonde) potajno upita Kate u vezi Karla (Blake Bashoff). Sawyer uskoro odvratni pozornost čuvarima i strastveno poljubi Kate te uspije ukrasti pušku, ali ga Juliet Burke (Elizabeth Mitchell) prisiljava da odstupi prijeteći da će pucati u Kate. Kada se vrate natrag u kaveze, Sawyer kaže Kate da je naučio sve o borbenim sposobnostima Drugih. Također joj govori da bi je Juliet ubila i započne kritizirati ostale. Njih dvoje uskoro počnu razgovarati o bijegu, ne znajući da ih Ben cijelo vrijeme promatra iz svoje prostorije putem sigurnosnih kamera.
Nakon toga Ben posjećuje Jacka govoreći mu svoje pravo ime i da je cijelog života živio na otoku. Nudi mu mogućnost da će ga poslati kući, ako će Jack surađivati s njim. Jack vjeruje da su Drugi također zatočeni na otoku poput njega, ali Ben mu govori o točnom vremenu i datumu njegove avionske nesreće i da je od tada prošlo točno 69 dana (čime je otkrio da se radnja ove epizode odvija 29. studenog 2004. godine) te inzistira na činjenici da su Drugi u redovitoj komunikaciji s vanjskim svijetom. Potonju izjavu argumentira iznošenjem nedavnih događaja poput ponovnog izabiranja Georgea W. Busha za američkog Predsjednika, iznenadne smrti Christophera Reevea te da su Boston Red Soxi osvojili svjetsko prvenstvo 2004. godine. Kada mu kaže ovo zadnje, Jack se počne smijati siguran u to da je to laž, ali mu Ben dokaže da ja i to istina puštajući mu snimku finala koju Jack gleda u šoku.

## Produkcija
Izvršni producent serije Jeff Pinkner i jedan od producenata Drew Goddard zajedno su napisali scenarij za epizodu The Glass Ballerina dok ju je režirao fotograf Paul Edwards. U epizodi su se pojavili glumci Byron Chung, Tony Lee, Michael Bowen i Tomiko Okhee Lee koji su se već ranije pojavili u nekim epizodama serije, dok je ova epizoda označila prvo od dva pojavljivanja glumice Paule Malcomson. Premda je njezin lik Colleen Pickett upucan u ovoj epizodi, ona ne umire sve do četvrte epizode "Every Man for Himself".
Prije početka emitiranja treće sezone, voditelji serije Carlton Cuse i Damon Lindelof natuknuli su priču o preljubu u intervjuu; Cuse je spomenuo "koliko je Sun bila iskrena o svojoj prošlosti svom suprugu Jinu?" na što je Lindelof nadodao "sudeći prema tome, možemo li sa sigurnošću reći da je dijete njegovo?". U epizodi "The Whole Truth" iz druge sezone potvrđeno je da je Jin neplodan čime se na internetu razvila rasprava o tome da je Sun trudna s Jaeom Leejem. Kasnije u jednoj epizodi treće sezone ova priča će se okončati tako što će se dokazati da je Jin ipak plodan te da je on pravi otac djeteta. Sunina nevjera bit će razriješena u epizodi četvrte sezone "Ji Yeon" kada će Juliet reći Jinu sve u vezi Sun i Jaea Leeja.
Glumcu Danielu Daeu Kimu svidjela se scena tučnjave između njega i glumca Tonyja Leeja uz komentar: "Zbilja sam uživao u činjenici da je Jin neka vrsta uličnog borca. Mislim da se njegov stil borbe uklapa u njegov lik." Nastavio je: "Bilo je odlično vidjeti potpuno drugačiji nivo Suninog lika. Prije je ona prikazana samo kao dobra supruga, a Jin kao loš suprug." Glumica Yunjin Kim nadodala je da "sada znamo da Sun nije ona osoba koju smo upoznali u prve dvije sezone, već da i ona skriva mnogo tajni."

## Gledanost i kritike
Epizoda The Glass Ballerina prvotno je trebala biti prikazana 18. listopada 2006. godine, ali je zamijenila mjesta s epizodom "Further Instructions" te je bila emitirana tjedan dana ranije. Nakon emitiranja postala je sedma najgledanija epizoda neke serije toga tjedna u SAD-u s 16,890 milijuna gledatelja.
Kritičar serije Izgubljeni Andrew Dignan za magazin Slunt napisao je poput prve epizode sezone i ova epizoda "uglavnom služi kako bi preobratila dobar lik idući toliko daleko da konstantno simpatičnu Sun učini manje simpatičnom". Također je nadodao: "Premda dovodim u pitanje poantu dijela epizode s prisjećanjem, moram priznati da mi se ova epizoda sviđa puno više od uobičajenog." Jeff Jensen iz Entertainment Weekly napisao je: "Prošlotjedna epizoda je bila pomalo razočaravajuća, ne zbog toga što je to bila loša epizoda (dao bih joj solidnu četvorku) već zbog toga što nije bila toliko uzbudljiva poput premijere sezone (kojoj dajem +5)".
Chris Carabott iz IGN-a dao je ocjenu epizodi 6.8/10 uz obrazloženje da je nakon "uzbudljive" premijere sezone, The Glass Ballerina pomogla seriji da "napravi korak unatrak zbog toga što nije donijela ništa novog ili bitnog za radnju same serije". Također je nadodao da su prisjećanja bila repetativna te da "je sama epizoda djelovala više kao popunjavanje praznog prostora", iako mu se svidjela posljednja scena između Jacka i Bena kao "jedina istinski vrijedna scena u cijeloj epizodi". Los Angeles Times je epizodu The Glass Ballerina postavio na 80. od 110. mjesta najboljih epizoda serije, uz obrazloženje: "Dobro prisjećanje (na Sun i njezinu aferu) i izvrsna posljednja scena epizode - u kojoj Jack saznaje da su Soxi osvojili prvenstvo - ne mogu nadoknaditi praznoću radnje koja se odvija na otoku". Na sličnoj listi IGN je postavio epizodu na 106. od 113. mjesta uz obrazloženje: "Bilo je prikladno da treća sezonoa Izgubljenih započne s epizodom u kojoj se pojavljuju samo Jack, Sawyer i Kate zbog njihove otmice od strane Drugih na kraju druge sezone. Međutim, imati i drugu epizodu koja se toliko usredotočuje na ovo troje likova bez imalo radnje bilo je već frustrirajuće i nezanimljivo. U međuvremenu, vidimo što se događa sa Sayidom, Sun i Jinom, ali je to opet još jedna Sun i Jin imali su mnogo bračnih nevolja epizoda - radnja s kojom smo već bili upoznati od ranije."
Glumci Daniel Dae Kim i Yunjin Kim su poslali upravo ovu epizodu na razmatranje za nominaciju u kategoriji najboljeg sporednog glumca odnosno najbolje sporedne glumice u dramskoj seriji za 59. dodjelu prestižnih televizijskih nagrada Emmy.